# Kasmatiti
Kasmatiti ist ein Bergkamm der Zentralafrikanischen Republik. 

## Geographie
Der Bergkamm (Ridge) zieht sich von Nordosten nach Südosten und ist die nördlichste Erhebung des Gebirgszuges, der sich von Sudan in die Zentralafrikanische Republik hineinzieht. Er liegt in der Präfektur Vakaga.
Große Teile des Gebiets stehen im Reserve de Faune de La Yata-Ngaya unter Naturschutz. Der Gipfel erreicht eine Höhe von 953 m. Das Gebirge ist extrem gefaltet. Im Südosten liegt der Mont Toussoro, der zweithöchste Berg der Zentralafrikanischen Republik, und am Nordende des Bergkammes liegt der Gipfel Koubo.